# Dreptul la moarte
Dreptul la moarte este un principiu moral bazat pe convingerea că o ființă umană este liberă să dispună de propria sa viață, să se sinucidă sau să se supună eutanasiei. Deținerea acestui drept este înțeleasă adesea ca implicând faptul că unei persoane afectate de o boală în fază terminală ar trebui să i se permită să facă apel la sinucidere sau sinucidere asistată sau să refuze tratamentul de prelungire a vieții, atunci când boala ar provoca doar prelungirea suferinței, cu același rezultat. O problemă centrală, în această dezbatere, se referă la întrebarea cine ar putea fi împuternicit cu luarea unor asemenea decizii.